# Kampung Baru (Singkil Utara)
Kampung Baru is een bestuurslaag in het regentschap Aceh Singkil van de provincie Atjeh, Indonesië. Kampung Baru telt 1276 inwoners (volkstelling 2010).